# Shaheen-I
Shaheen (urdu: شاهين) je serija pakistanskih projektila nazvanih po vrsti sokola pronađenog u pakistanskim planinama. Shaheen projektile proizveo je National Defence Complex (NDC) koji se bavi razvojem obrambenih vojnih tehnologija.

## Opis
Shaheen-I, poznat i pod oznakom Hatf IV, prvi je projektil iz obitelji Shaheen. Nakon njega razvijeni su Shaheen-II i Shaheen-III.
Shaheen-I je balistički projektil kratkog dometa s optimalnim dometom od 750 km. Pokreće ga jednostupanjski raketni motor na kruto gorivo. Zbog toga je mnogo brži nego projektil na tekuće gorivo, npr. Ghauri, jer ne treba gorivo prije lansiranja, čime se znatno smanjuje vrijeme implementacije. Shaheen-I može imati ugrađenu konvencionalnu ili nuklearnu bojnu glavu.
Vjeruje se da su projektili Shaheen-I i Shaheen-II veoma precizni. Naime, imaju ugrađen tzv. sustav za korekciju kojim raketa može mijenjati putanju leta i poboljšati točnost, a bojna glava je oblikovana da bude "nečujna" u zraku. Time projektili imaju sposobnost da izbjegnu raketne obrambene sustave. Projektili su temeljeni na kineskoj tehnologiji za navođenje, kojom se poboljšava točnost gađanja bojne glave tako da se putem malih potisnika podešava putanja bojne glave a koriste se satelitski navigacijski sustavi kako bi se pronašao cilj. Takvi sustavi omogućavaju Shaheen projektilima da se koriste za gađanje strateških ciljeva bez uporabe nuklearne bojne glave kako bi se postiglo uništenje zadanog cilja.

## Operativna povijest
Prvo testno lansiranje Shaheen-I projektila izvršeno je 15. travnja 1999. Nakon toga, u listopadu 2002. obavljena su dva testiranja projektila kojima je povećan domet i poboljšana preciznost. Još dva slična testiranja obavljena su u listopadu 2003.
Pakistan je proizveo dovoljno Shaheen-I projektila za opremanje jedne pukovnije kojoj su rakete predane 2003. zajedno s vozilima za mobilno lansiranje.
Posljednje testiranje rakete izvršeno je 8. svibnja 2010.

## Korisnik
- Pakistan